# Tomba del Morto

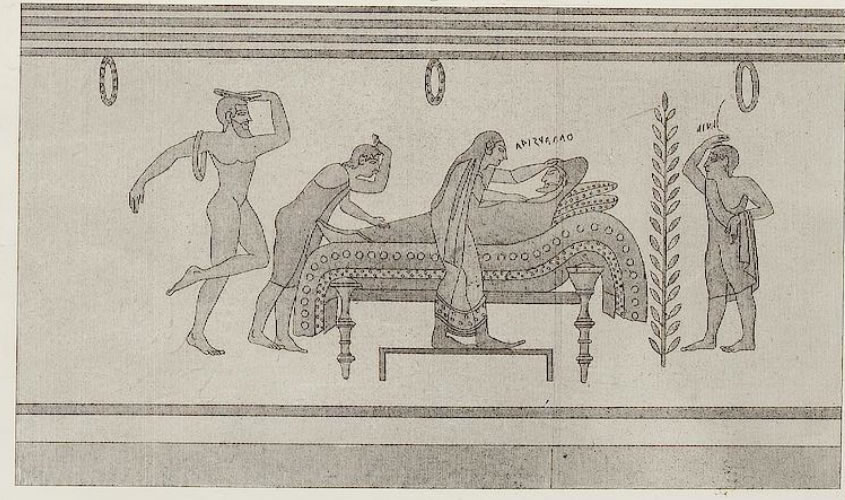
Tomba del Morto: Der Tote auf dem Totenbett. Zeichnung des 19. Jahrhunderts

Bei der Tomba del Morto (dt. Grab des Toten) handelt es sich um ein ausgemaltes etruskisches Grab in der Monterozzi-Nekropole von Tarquinia in Latium. Das um 510 v. Chr. zu datierende Grab wurde 1832 entdeckt.
Alle vier Wände der Grabkammer waren bemalt. Die Ausmalung ist vor allem von alten Zeichnungen bekannt, während die Dekoration heute nicht mehr gut erhalten ist. Die Grabanlage erhielt ihren Namen aufgrund der Darstellung des Toten auf dem Totenbett, die sich auf der linken Wand befindet. Hier sind auch Klagende und ein Tänzer dargestellt. Die Rückwand zeigte zwei tanzende Männer mit einem großen Gefäß in der Mitte. An der rechten Wand waren ebenfalls tanzende Männer dargestellt.
Die Dekorationen der Tomba del Morto, Tomba degli Auguri, Tomba delle Olimpiadi, Tomba delle Iscrizioni, Tomba Tarantola und Tomba 5898 sind vielleicht von derselben Werkstatt ausgemalt worden. Die Malereien dieser Gräber zeigen ionischen oder phokäischen Einfluss. Bemerkenswert sind die Inschriften in einigen anderen Gräbern der Gruppe, die sonst in etruskischen Malereien der archaischen Periode nicht belegt sind, sowie die Abwesenheit von Frauen in verschiedenen Gräbern der Gruppe.